# Commonwealth of Nations
Das Commonwealth of Nations (CoN) oder kurz das Commonwealth (bis 1947 British Commonwealth of Nations) ist eine lose Verbindung souveräner Staaten, die in erster Linie vom Vereinigten Königreich Großbritannien und Nordirland und dessen ehemaligen Kolonien gebildet wird. Die Gründung geht auf das Jahr 1931 zurück. Sportliches Großereignis des Commonwealth sind die alle vier Jahre stattfindenden Commonwealth Games.

## Geschichte
Das Commonwealth of Nations ist eine Vereinigung unabhängiger Staaten, die heute als Nachfolger des British Empire gesehen werden kann. Die Institutionalisierung des British Commonwealth of Nations war Anfang des 20. Jahrhunderts eine Reaktion des Vereinigten Königreiches auf die Autonomiebestrebungen seiner Dominions (Kanada, Südafrika, Australien und Neuseeland) und sollte diese dadurch an das Empire binden.
Im Balfour-Bericht vom 18. November 1926 wurde festgelegt, dass die Dominions autonome Gemeinschaften innerhalb des British Empires sind. Alle haben die gleichen Rechte, sind in keiner Weise anderen untergeordnet, aber als Mitglieder des Commonwealth verbunden durch die Treue zur Krone („autonomous Communities within the British Empire, equal in status, in no way subordinate one to another in any aspect of their domestic or external affairs, though united by a common allegiance to the Crown, and freely associated as members of the British Commonwealth“). Nochmals niedergeschrieben wurde der Status der Mitgliedstaaten am 11. Dezember 1931 im Statut von Westminster. Im Commonwealth gab es keine festgesetzten Statuten und keine Verfassung. Rein konstitutionell gesehen bestand die einzige Verbindung zwischen dem Vereinigten Königreich und den Dominions in der Treue zur Krone.
Mit den Beitritten von Indien (1947), Ceylon (heute Sri Lanka) (1948) und Pakistan (1949), die vor ihrer Unabhängigkeit zu Britisch-Indien gehörten, entstand das moderne Commonwealth (New Commonwealth). Diese Veränderungen wurden in der Erklärung von London am 28. April 1949 festgehalten. 1952 wurden die bisherigen Dominions umbenannt in Commonwealth Realms. 1957 trat mit der ehemaligen britischen Kolonie Goldküste/Ghana erstmals ein zentralafrikanisches Land dem Commonwealth bei.
Das Commonwealth wurde schließlich zu einem „Auffangbecken“ für die ehemaligen britischen Kolonien, wobei es seit der Ausrufung der Republik in Indien 1950 nicht mehr zwingend ist, dass ein Mitgliedsstaat den britischen König oder die britische Königin auch als sein eigenes Staatsoberhaupt anerkennt. Innerhalb von wenigen Jahren verdoppelte sich die Anzahl der Mitglieder. Bestand die Organisation 1955 noch aus acht Mitgliedern, so waren es 1964 bereits 20. Infolge dieser Erweiterung wurde 1965 das Commonwealth Secretariat gegründet. Aus dem Commonwealth of Nations wurde im Zuge dieser Entwicklung die multiethnische und multikulturelle Organisation, die sie heute darstellt. Seit den Beitritten Mosambiks (1995), Ruandas (2009) sowie Gabuns und Togos (beide 2022) sind auch Länder vertreten, die nie zum Britischen Reich gehörten, sondern portugiesische, belgische, französische oder deutsche Kolonie bzw. als Mandatsgebiet des Völkerbundes und später UN-Treuhandgebiet unter belgischer oder französischer Verwaltung waren. Die Motivation von Staaten, die nie britische Kolonie waren, dem Commonwealth beizutreten, liegt vor allem darin, damit Anschluss an eine größere anglophone Gemeinschaft zu gewinnen und sich aus der Abhängigkeit von der früheren Kolonialmacht zu lösen.
Bis 1962 galten Commonwealth-Bürger generell als British Subject und waren somit auch zur Einwanderung nach Großbritannien berechtigt. Dieses Recht endete mit dem Commonwealth Immigrations Act im Jahr 1962.

## Commonwealth heute

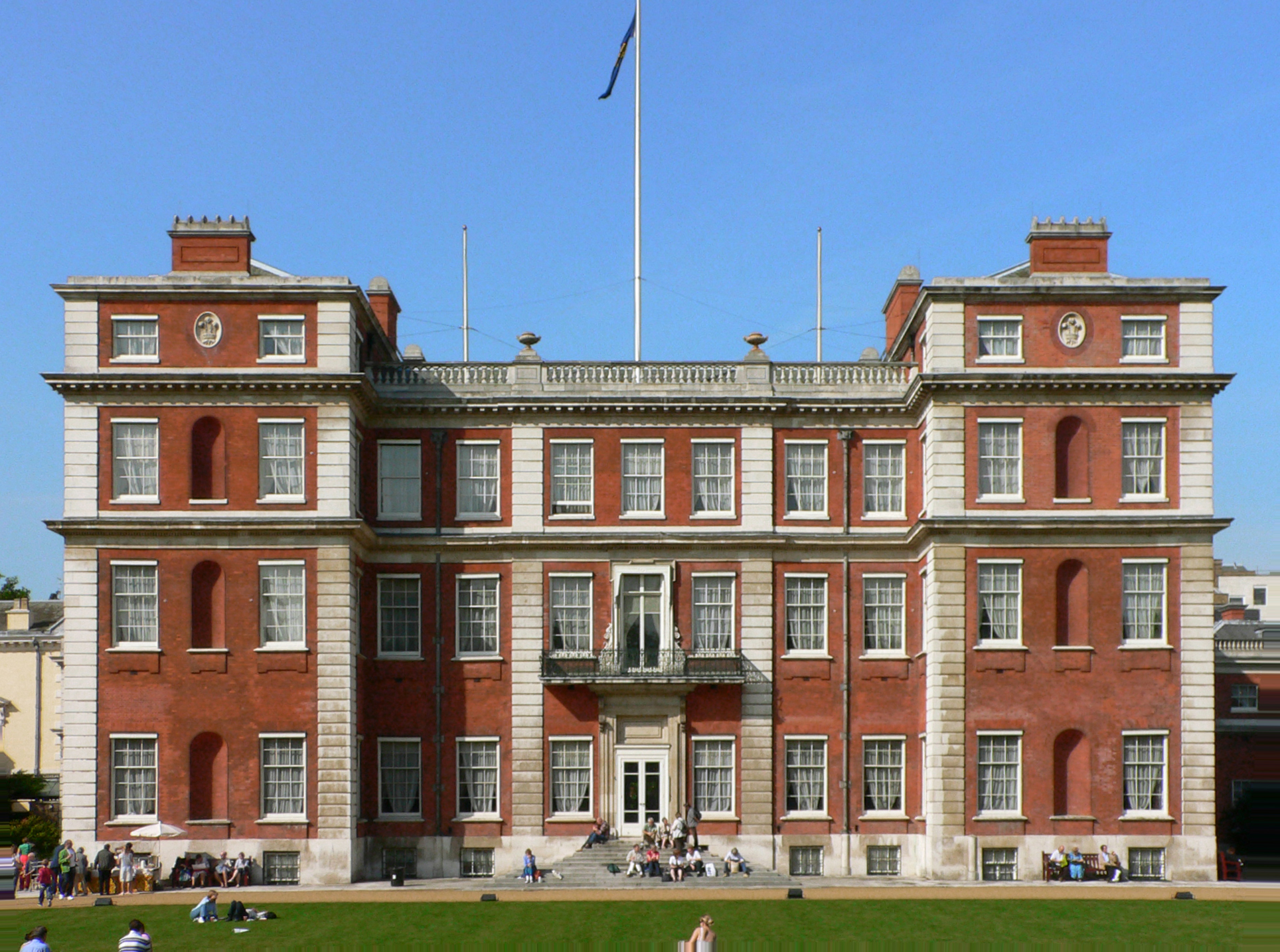
Marlborough House, nahe dem Buckingham Palace in London, welcher seit 1965 von Königin Elisabeth II. an die Organisation verliehen wurde, ist der Sitz des Commonwealth und Residenz des Generalsekretärs.

Das Commonwealth of Nations umfasst 56 Mitgliedstaaten, von denen 15 (die sogenannten Commonwealth Realms) in Personalunion verbunden sind (Stand: November 2021). Formal sind die Kronen der 15 Commonwealth Realms getrennt, dennoch ist die britische Monarchie die prominenteste. Um die eigene Souveränität zu betonen, wird aber seit den 1970er-Jahren z. B. in Kanada, Australien und Neuseeland mit Bezug auf das eigene Staatsoberhaupt nicht mehr vom britischen König, sondern offiziell von dem King of Canada, King of Australia, King of New Zealand gesprochen.
Heute leben 29,4 Prozent der Weltbevölkerung (rund zwei Milliarden Menschen) in Mitgliedstaaten des Commonwealth: Indien ist dabei mit Abstand das bevölkerungsreichste Mitglied mit über 1,4 Milliarden Menschen. Zu den bevölkerungsreichsten Mitgliedern des Commonwealth gehören unter anderem noch Pakistan mit etwa 231 Millionen Einwohnern, Bangladesch mit 170 Millionen und Nigeria mit über 220 Millionen. Aber auch Staaten wie die Inselkette Tuvalu, auf der nur etwa 11.700 Menschen leben, gehören dem Bund an.
Das kumulative Bruttoinlandsprodukt (BIP) der 56 Mitgliedstaaten lag 2022 bei 13 Billionen US-Dollar und war damit mehr als doppelt so hoch wie das BIP Japans (ca. 5 Bio. US-Dollar), aber deutlich kleiner als das BIP der Vereinigten Staaten (23 Bio. US-Dollar). Größte Volkswirtschaft war Indien (3,5 Bio. US-Dollar), gefolgt vom Vereinigten Königreich (3,4 Bio. US-Dollar), Kanada (2,2 Bio. US-Dollar) und Australien (1,7 Bio. US-Dollar). Das Vereinigte Königreich wickelte 2020 etwa 8,7 % seines Außenhandels mit den Commonwealth-Staaten ab, was anteilig etwa dem Handel mit Deutschland entsprach.
Wenn ein Commonwealth-Mitgliedstaat beschließt, eine Republik zu werden, tritt er damit formell aus dem Bund aus. Anschließend stellt dieser Staat einen Antrag auf Wiederaufnahme, der automatisch gewährt wird. Die Republik Irland verzichtete nach ihrem Austritt aus dem Commonwealth – welcher am 18. April 1949 im Ireland Act 1949 akzeptiert wurde – darauf, sich um eine Wiederaufnahme zu bewerben.

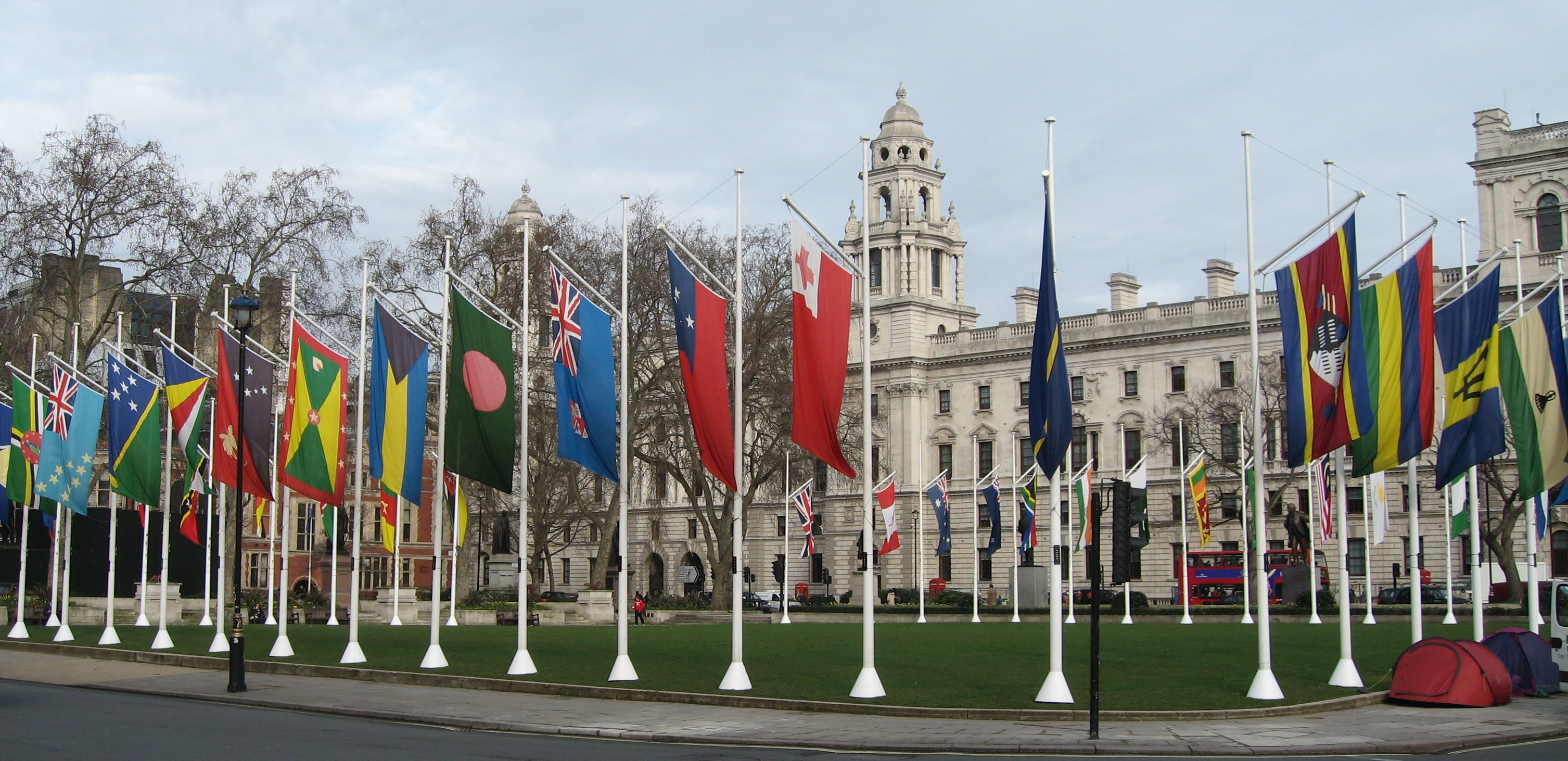
Am Commonwealth Day werden traditionell alle 56 Flaggen der Commonwealth-Länder am Parliament Square gehisst.

### Organisation
Das Commonwealth Office in London ist die Zentrale dieser Staatenverbindung sui generis. Ähnlich wie bei der UNO in New York entsendet jeder Mitgliedstaat einen Vertreter dorthin, sodass ein ständiger Informationsaustausch stattfinden kann. Zusätzlich treffen sich die Staats- und Regierungschefs der Commonwealth-Länder alle zwei Jahre zu einem einwöchigen Gipfeltreffen. Hierbei werden wichtige politische und wirtschaftliche Fragen sowie die Weltlage diskutiert. Auch Sanktionen gegen einzelne Staaten, wie beispielsweise 2001 gegen Simbabwe, werden hier beschlossen. Am 22. November 2007 hat ein Komitee der Außenminister beschlossen, Pakistan so lange von den Sitzungen auszuschließen, bis die Demokratie wiederhergestellt sei und das Gesetz in dem Land wieder gelte. Am 1. September 2009 gab der Generalsekretär Kamalesh Sharma den Ausschluss Fidschis bekannt, nachdem dessen Regierung zuvor die Rückkehr zur Demokratie nach dem Putsch von 2006 verweigert hatte. Die Fidschi-Inseln waren bereits im Juni 2000 aus ähnlichen Gründen von der Versammlung suspendiert worden.
Der CHOGM-Gipfel (englisch: Commonwealth Heads of Government Meeting) findet traditionell jedes zweite Jahr in einem anderen Mitgliedstaat statt. Jener wird traditionell durch den britischen Monarchen (bis 2022 Elisabeth II.), als Oberhaupt des Commonwealth oder wie zuletzt in Ruanda durch dessen Erben und damaligen Vertreter Prinz Charles eröffnet. Die Rolle des Monarchen ist jedoch eine rein symbolische, weshalb die tagespolitische Arbeit in der Führung des Commonwealth von einem Generalsekretär wahrgenommen wird, der von den Regierungschefs der Mitgliedstaaten gewählt wird. Zurzeit ist dies Patricia Scotland. Daneben gibt es einen amtierenden Vorsitzenden der Staatengemeinschaft. Als solcher fungiert der Regierungschef des Landes, in dem das Gipfeltreffen stattfindet; seine Amtszeit läuft bis zum nächsten Gipfel. Seit 2024 hat diese Position Naomi Mataʻafa, die Premierministerin Samoas, inne.
Bei dem Gipfeltreffen kommen wichtige Staats- und Regierungschefs oder deren Vertreter zusammen und besprechen dort gemeinsamen relevante Themen. Bis 1972 hieß die Zusammenkunft Commonwealth Prime Ministers’ Conference, bei der jedoch nur die wichtigsten Premierminister aus den Dominien zusammenkamen.

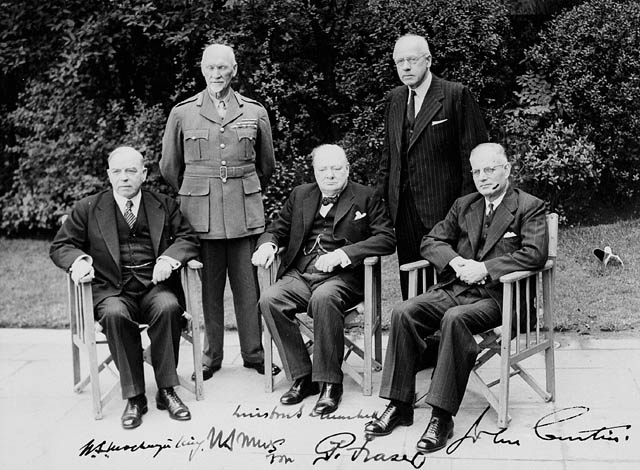
Erste Konferenz in London 1944 mit Winston Churchill als Gastgeber
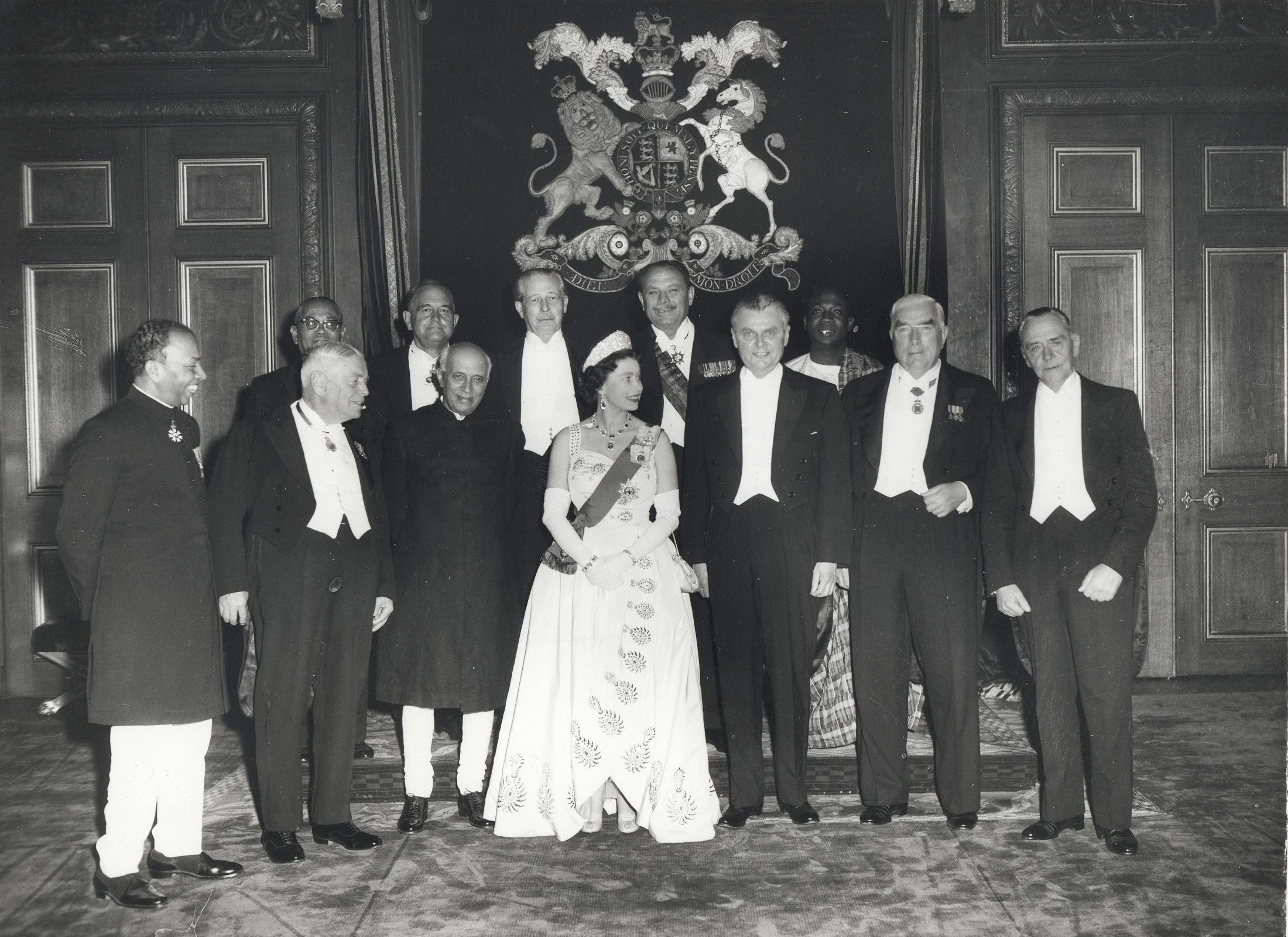
Königin Elizabeth II. und Premierminister aus dem Commonwealth bei der CPMC 1960 auf Windsor Castle
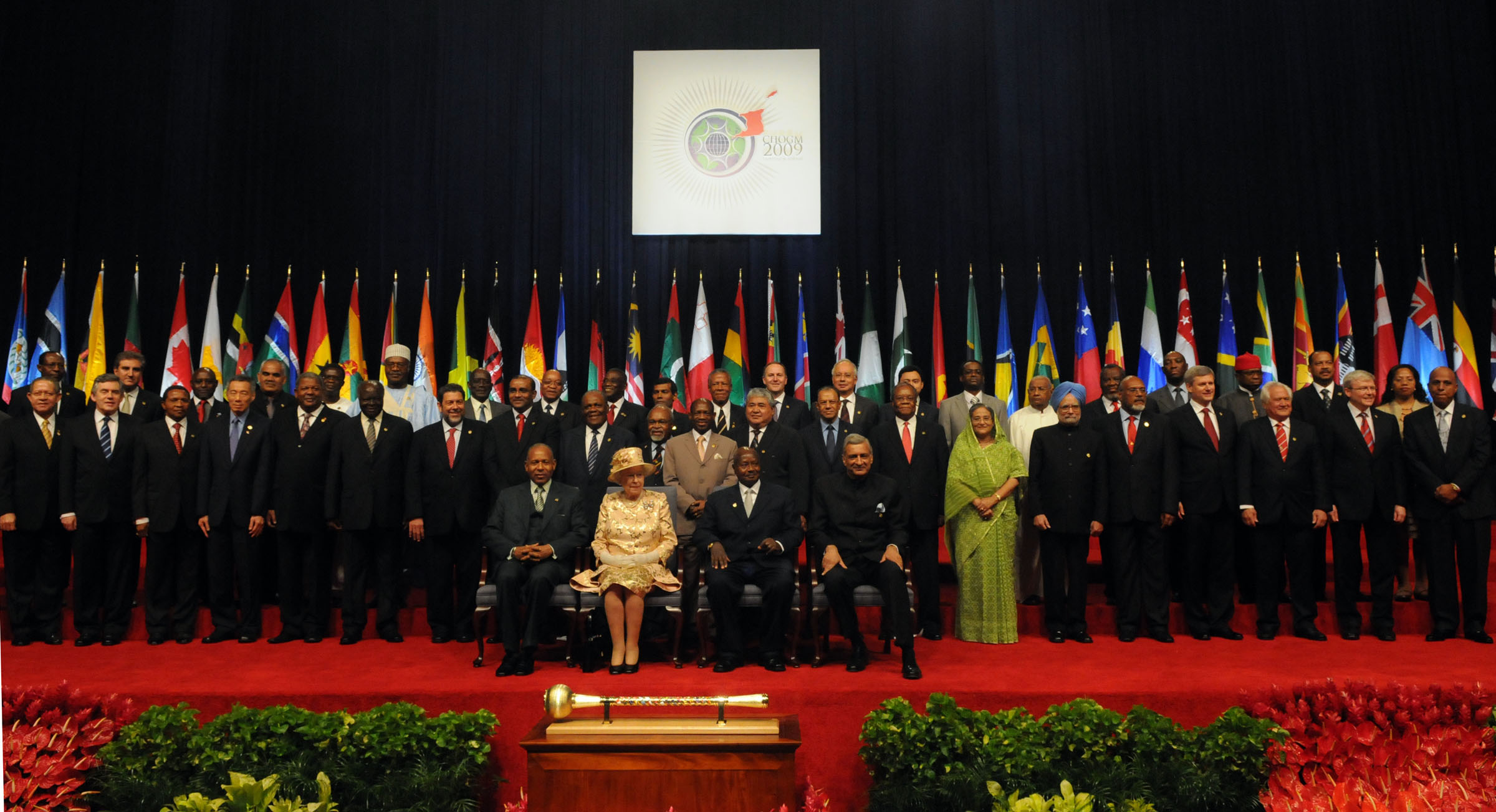
CHOGM 2009 in Port of Spain, Trinidad and Tobago
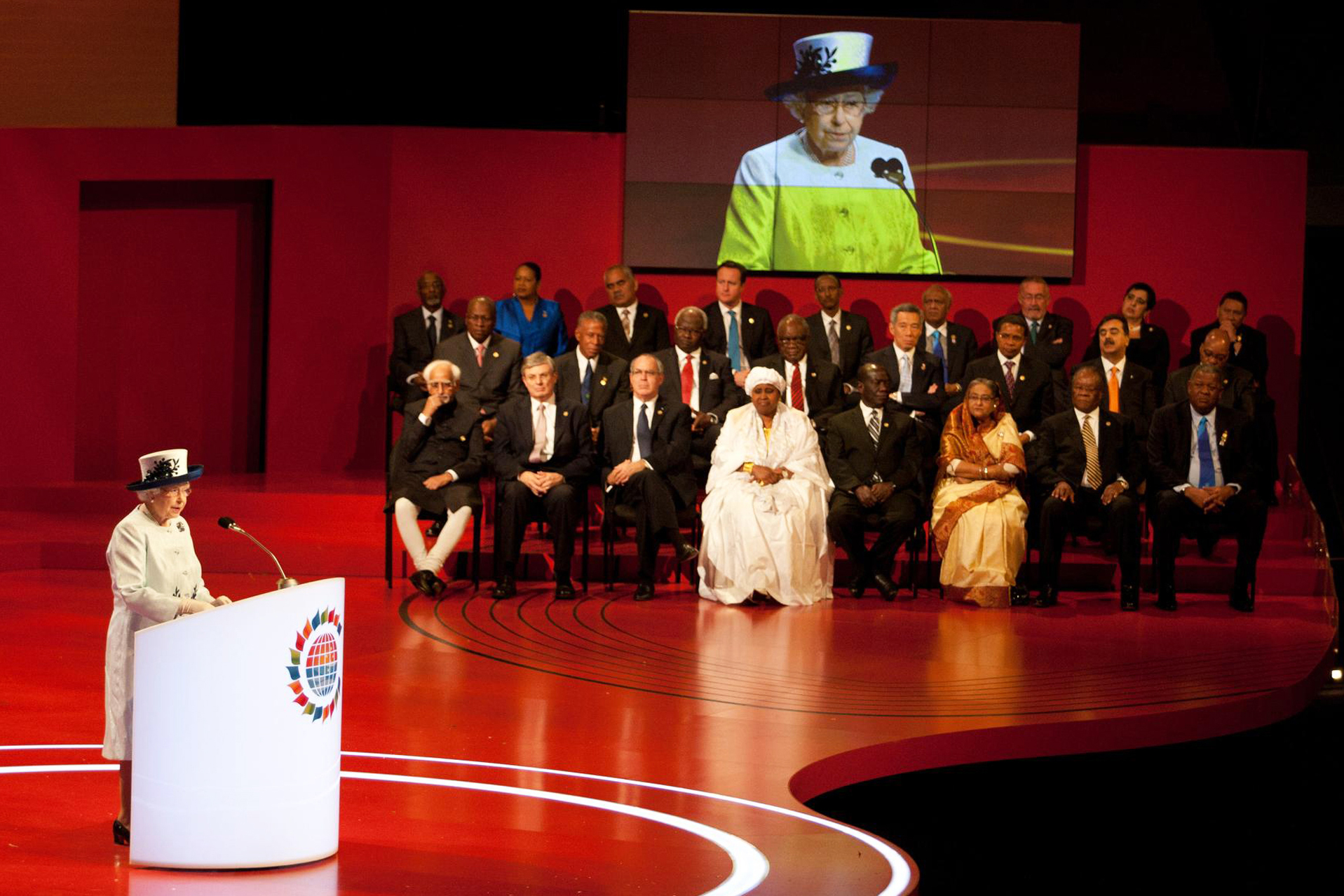
CHOGM 2011 in Perth, Australien
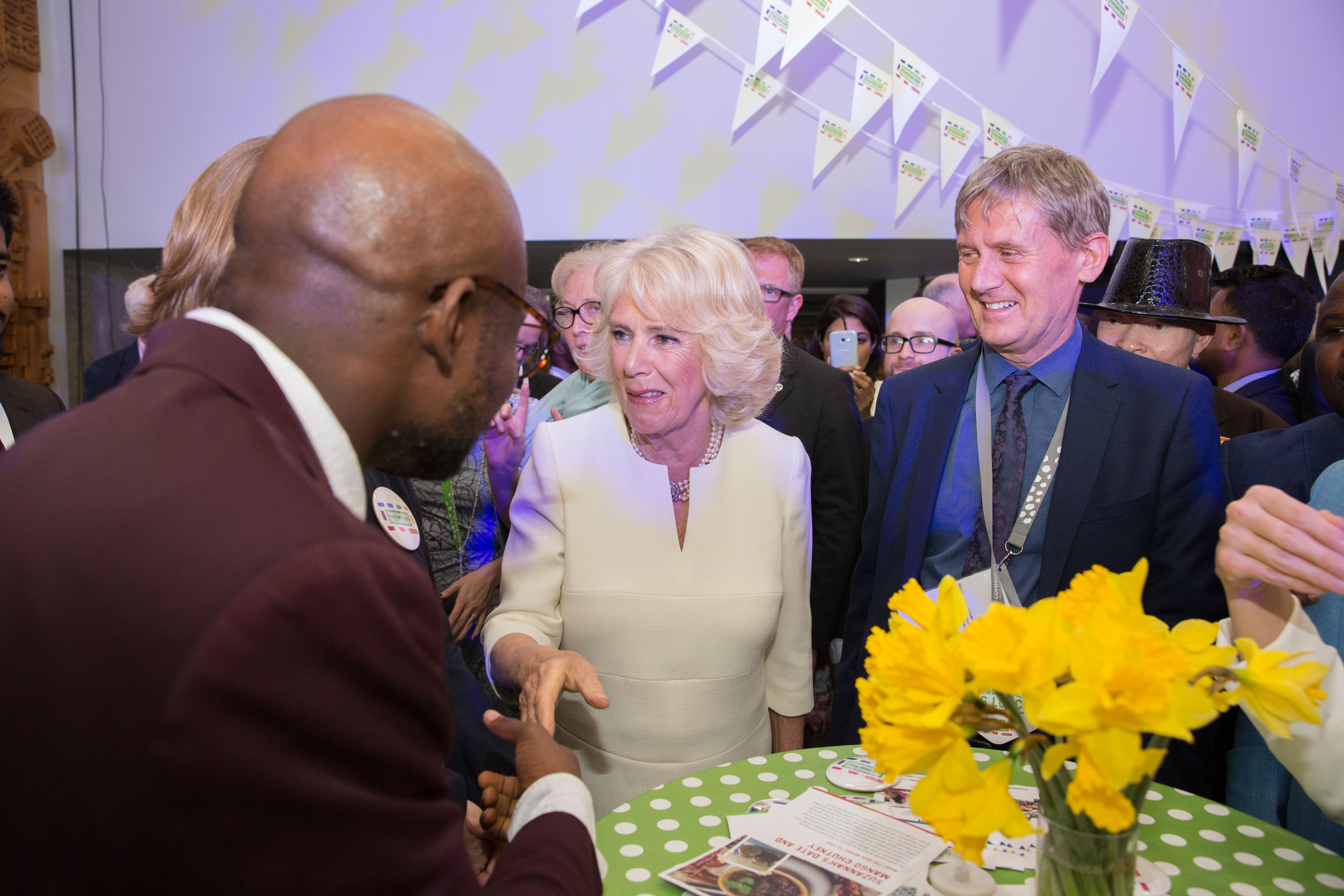
Prinzessin Camilla beim CHOGM 2018 Big Lunch in London
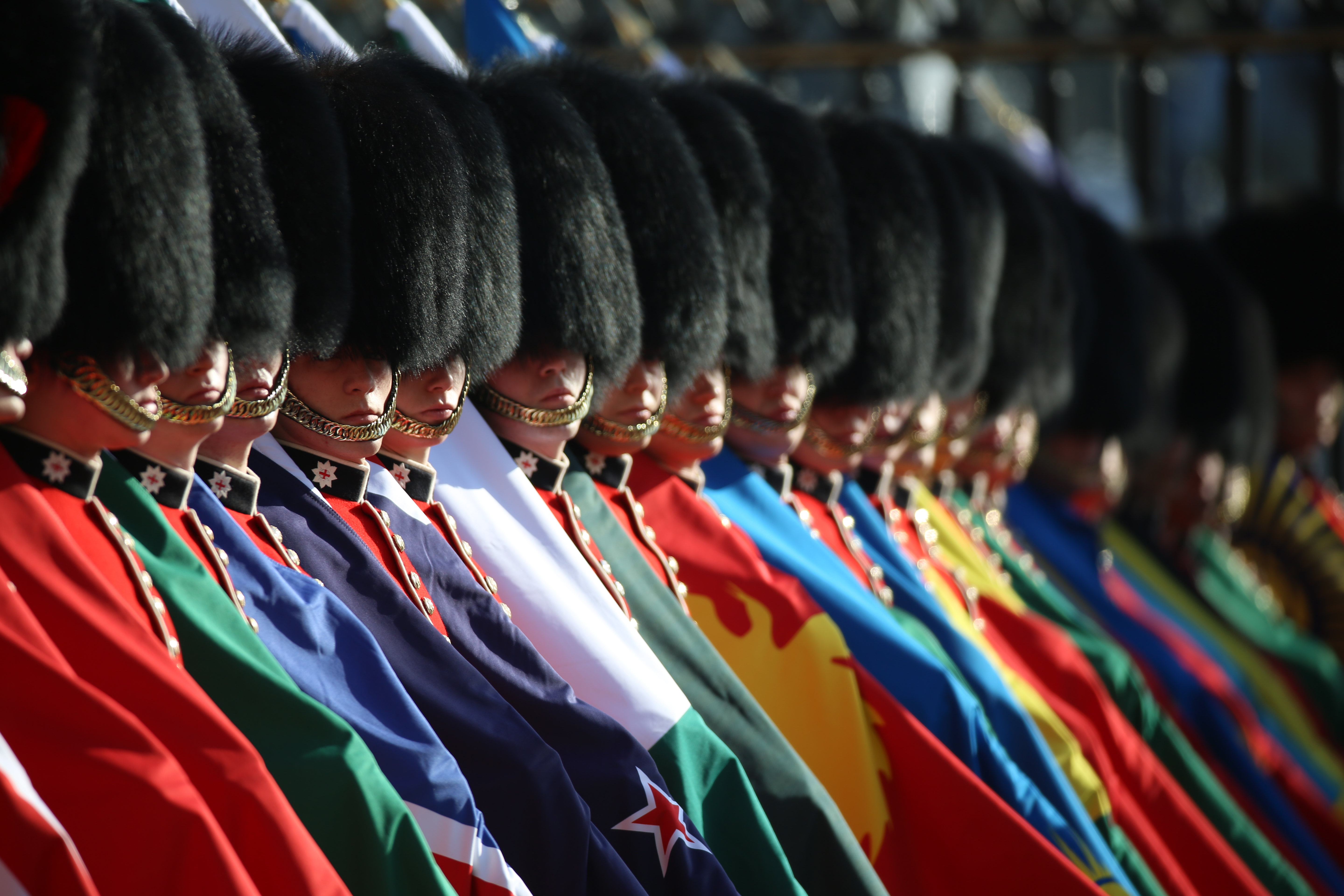
Grenadier Guards mit den Flaggen der Commonwealth-Mitgliedstaaten beim CHOGM 2018 in London

### Oberhäupter

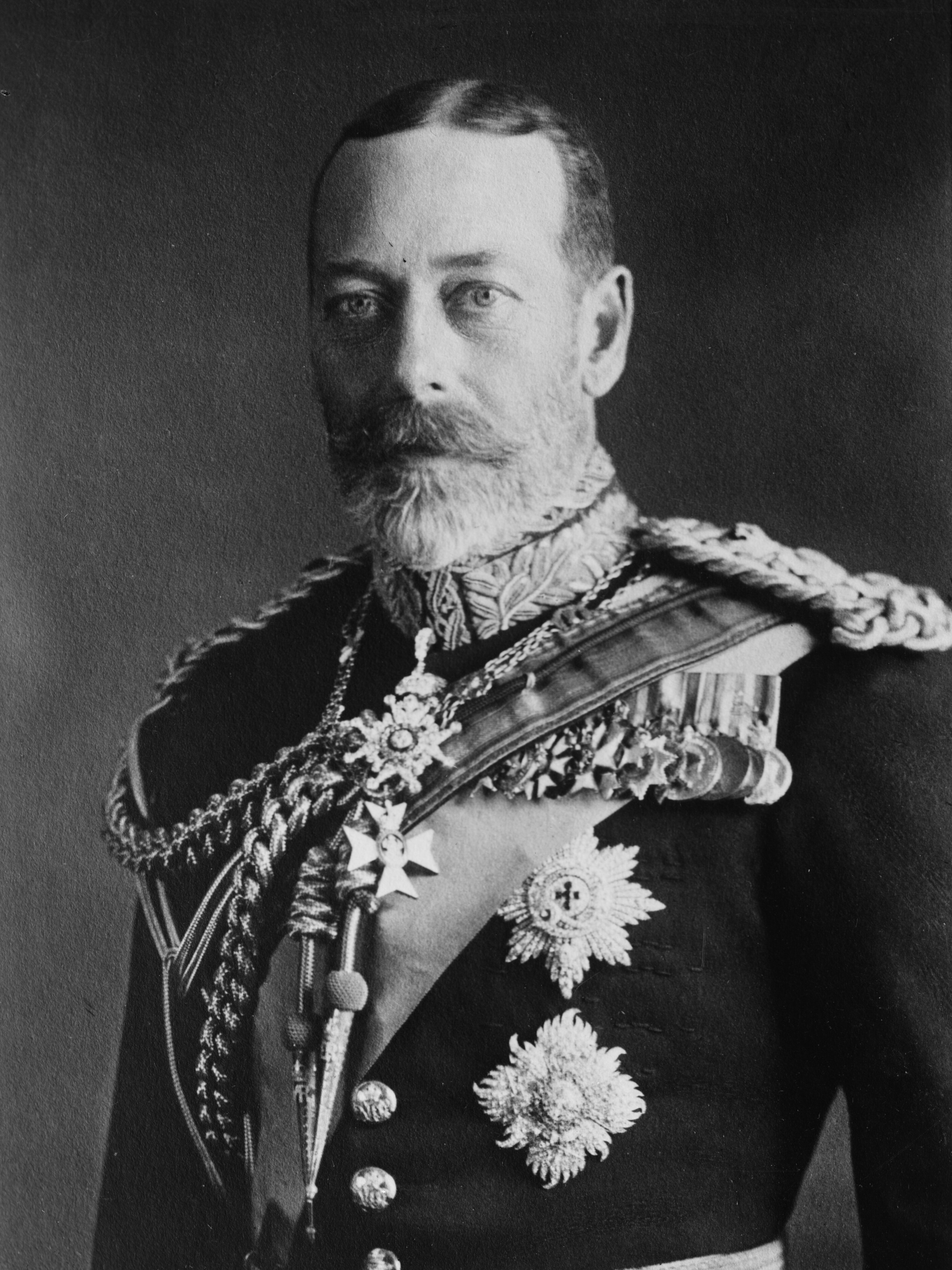
König Georg V. (1931–1936)
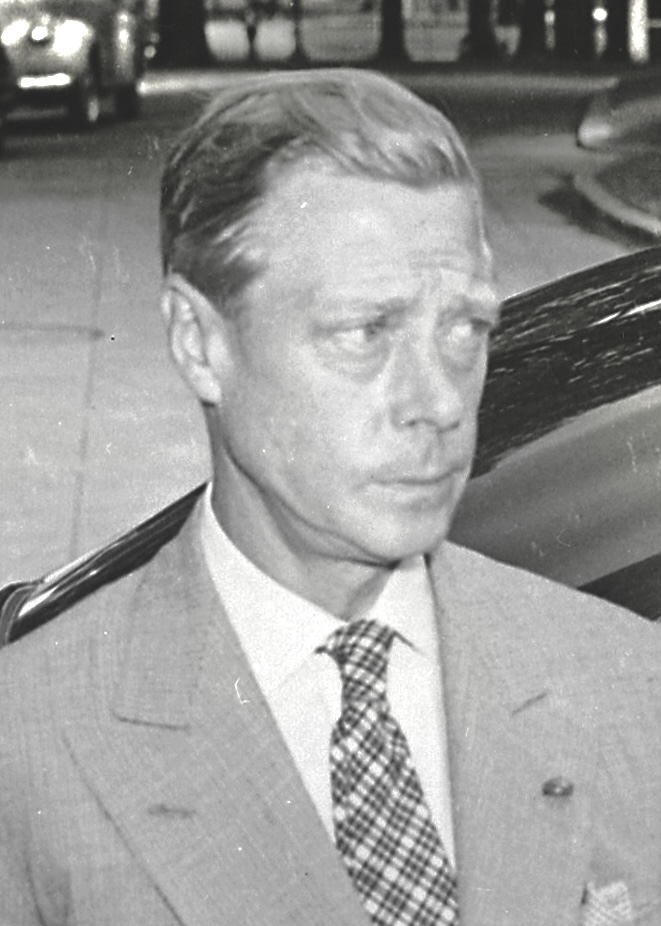
König Eduard VIII. (1936)
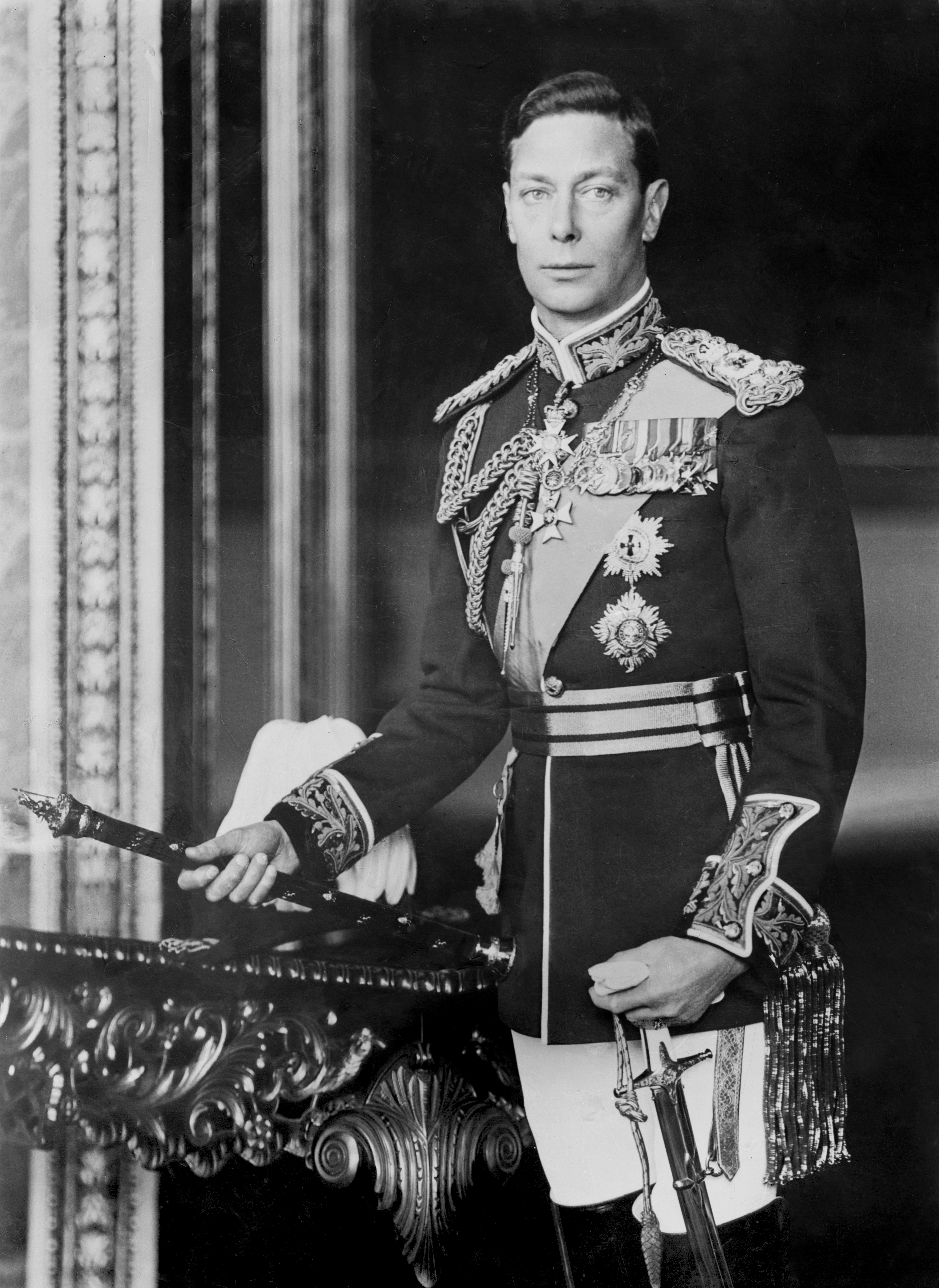
König Georg VI. (1936–1952)
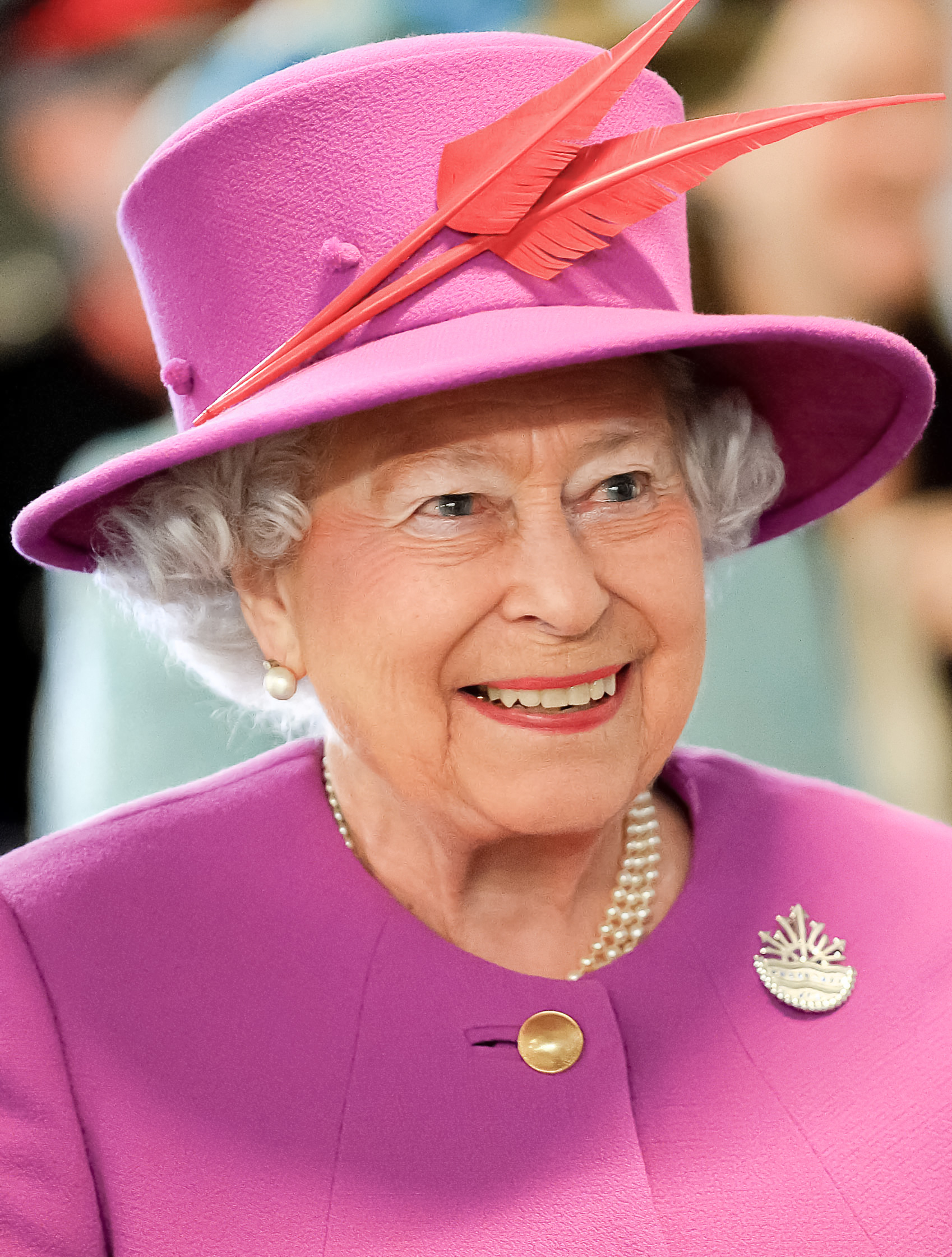
Königin Elisabeth II. (1952–2022)
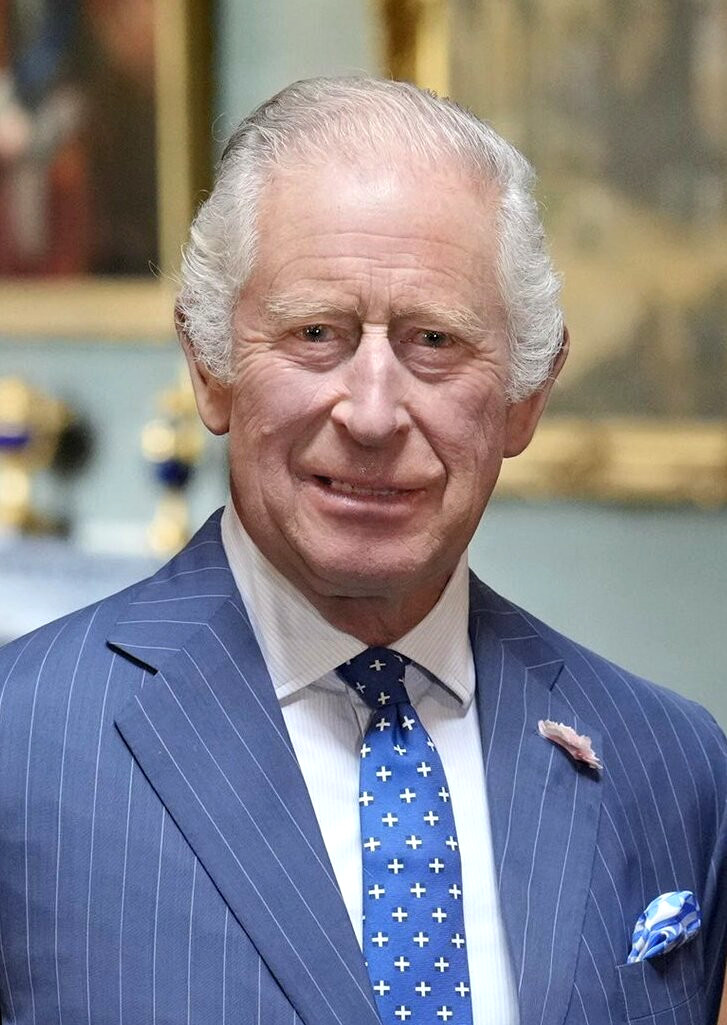
König Charles III. (seit 2022)

### Generalsekretäre
| Name                                           | Heimatstaat                       | Amtsantritt   | Ende der Amtszeit |
| ---------------------------------------------- | --------------------------------- | ------------- | ----------------- |
| Arnold Smith                                   | Kanada                            | 1. Juli 1965  | 30. Juni 1975     |
| Shridath Ramphal                               | Guyana                            | 1. Juli 1975  | 30. Juni 1990     |
| Emeka Anyaoku                                  | Nigeria                           | 1. Juli 1990  | 31. März 2000     |
| Don McKinnon                                   | Neuseeland                        | 1. April 2000 | 31. März 2008     |
| Kamalesh Sharma                                | Indien                            | 1. April 2008 | 31. März 2016     |
| Patricia Scotland, Baroness Scotland of Asthal | Dominica / Vereinigtes Königreich | 1. April 2016 | 31. März 2025     |
| Shirley Ayorkor Botchwey                       | Ghana                             | 1. April 2025 | amtierend         |

### Vorsitzende
| Name                   | Heimatstaat            | Amtsantritt        | Ende der Amtszeit  |
| ---------------------- | ---------------------- | ------------------ | ------------------ |
| Thabo Mbeki            | Südafrika              | 12. November 1999  | 2. März 2002       |
| John Howard            | Australien             | 2. März 2002       | 5. März 2003       |
| Olusegun Obasanjo      | Nigeria                | 5. Dezember 2003   | 25. November 2005  |
| Lawrence Gonzi         | Malta                  | 25. November 2005  | 23. November 2007  |
| Yoweri Museveni        | Uganda                 | 23. November 2007  | 27. November 2009  |
| Patrick Manning        | Trinidad und Tobago    | 27. November 2009  | 25. Mai 2010       |
| Kamla Persad-Bissessar | Trinidad und Tobago    | 26. Mai 2010       | 28. Oktober 2011   |
| Julia Gillard          | Australien             | 28. Oktober 2011   | 27. Juni 2013      |
| Kevin Rudd             | Australien             | 27. Juni 2013      | 18. September 2013 |
| Tony Abbott            | Australien             | 18. September 2013 | 15. November 2013  |
| Mahinda Rajapaksa      | Sri Lanka              | 15. November 2013  | 9. Januar 2015     |
| Maithripala Sirisena   | Sri Lanka              | 9. Januar 2015     | 27. November 2015  |
| Joseph Muscat          | Malta                  | 27. November 2015  | 19. April 2018     |
| Theresa May            | Vereinigtes Königreich | 19. April 2018     | 24. Juli 2019      |
| Boris Johnson          | Vereinigtes Königreich | 24. Juli 2019      | 24. Juni 2022      |
| Paul Kagame            | Ruanda                 | 24. Juni 2022      | 21. Oktober 2024   |
| Naomi Mataʻafa         | Samoa                  | 21. Oktober 2024   | amtierend          |

## Commonwealth Organisationen und Veranstaltungen

### Commonwealth War Grave Commission
Ist eine Organisation, ähnlich dem Volksbund Deutscher Kriegsgräberfürsorge, der sich um die Errichtung, Bebauung und Betreuung von Soldatenfriedhöfen kümmert. Mitglieder dieser Organisation sind Australien, Kanada, Indien, Neuseeland, Südafrika und das Vereinigte Königreich. Präsident ist Edward, 2. Duke of Kent, und als Cousin von Elisabeth II. Mitglied der königlichen Familie.

### CSPOC

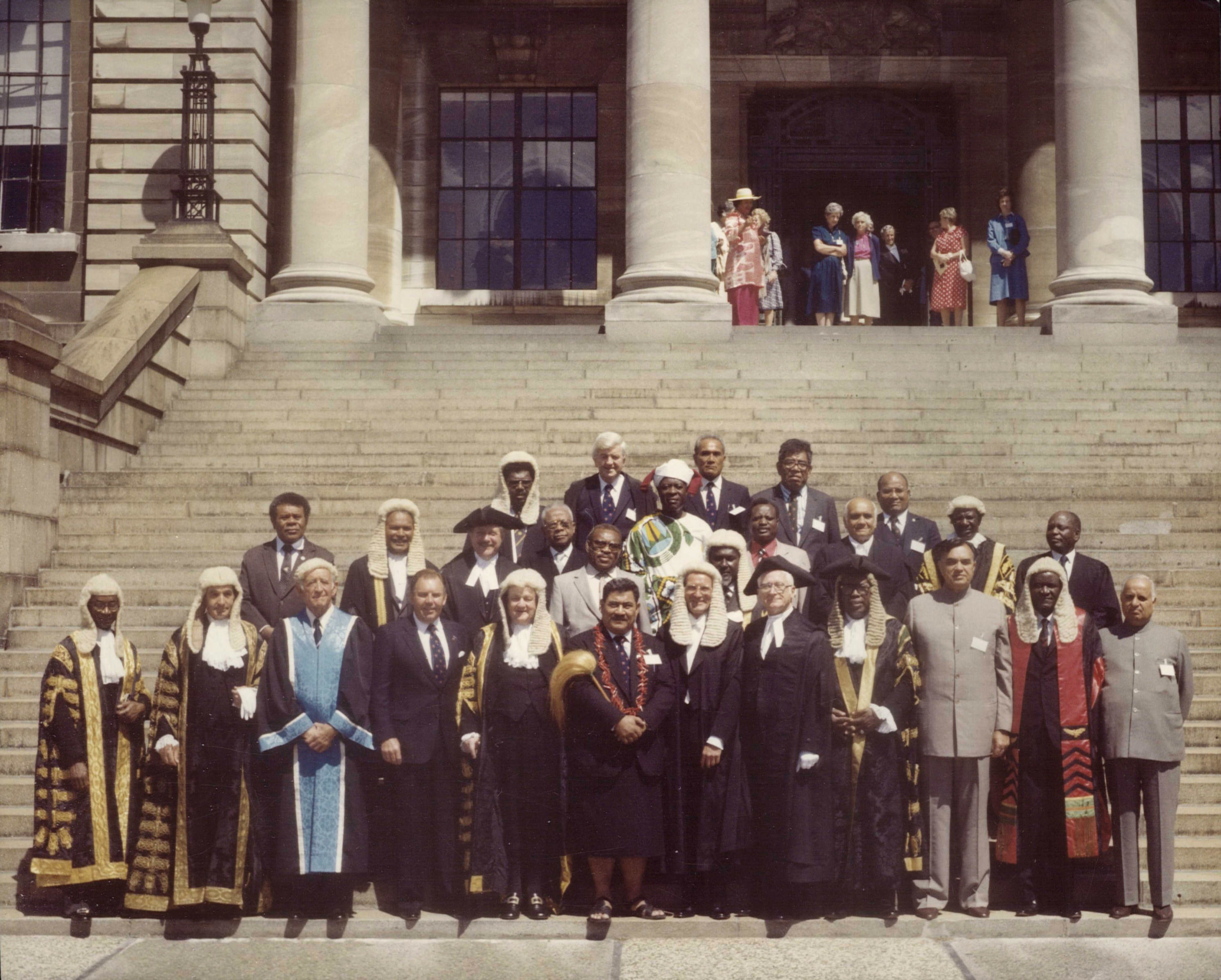
1984: Wellington 2010: Indien

Die CSPOC (eng: Conference of Speakers and Presiding Officers of the Commonwealth) ist ein Treffen der Speaker einiger Commonwealth-Länder. Der Begriff Speaker fand in England 1377 als erstes Anwendung und wurde dann übers ganze Commonwealth verbreitet. Die Konferenz findet jeweils in einem anderen Land statt.

### Commonwealth Games
Dabei handelt es sich um die weltweit drittgrößte internationale Sportveranstaltung mit insgesamt 72 teilnehmenden Nationen und Territorien (mit den britischen Überseegebieten). Begonnen werden diese alle vier Jahre stattfindenden Spiele mit der Queens Baton Relay, einem Staffellauf des Baton mit einer Nachricht der Queen durchs gesamte Commonwealth, ähnlich dem des olympischen Feuers. Traditionell vom Oberhaupt oder einem ihrer Vertreter aus der königlichen Familie, werden die Spiele dann eröffnet und am Ende geschlossen. Zurzeit nehmen bei den Spielen mehr als 6000 Athleten in über 20 verschiedenen Sportarten teil.

### Commonwealth Hochkommissar
Der Begriff Hochkommissar (englisch: High Commissioner) bezeichnet den höchsten diplomatischen Vertreter eines Commonwealth-Landes in einem anderen Land des Commonwealth. Der Commonwealth of Nations umfasst derzeit 56 Mitgliedsstaaten, von denen 15 den britischen Monarchen als ihr Staatsoberhaupt anerkennen. Aus diesem Grund werden die diplomatischen Beziehungen zwischen diesen 56 unabhängigen Ländern nicht auf dem Niveau von Botschaftern, sondern von Hochkommissaren geführt.
Sowohl in den britischen Hochkommissariaten als auch in den Botschaften wurde jährlich der Geburtstag von Königin Elizabeth II. gefeiert. Dazu werden traditionell wichtige Politiker des jeweiligen Landes oder wichtige Vertreter aus Kunst, Kultur, Sport sowie anderen Alltagsbereichen eingeladen.

## Mitglieder

Commonwealth Realms
Republiken
Monarchien mit einem anderen Staatsoberhaupt

56 Staaten sind gegenwärtig Mitglied im Commonwealth of Nations (die Jahreszahlen nennen das Beitrittsjahr). Unter ihnen wird unterschieden zwischen Commonwealth Realms, die den britischen Monarchen als Staatsoberhaupt haben, und sonstigen Mitgliedern:

### Commonwealth Realms

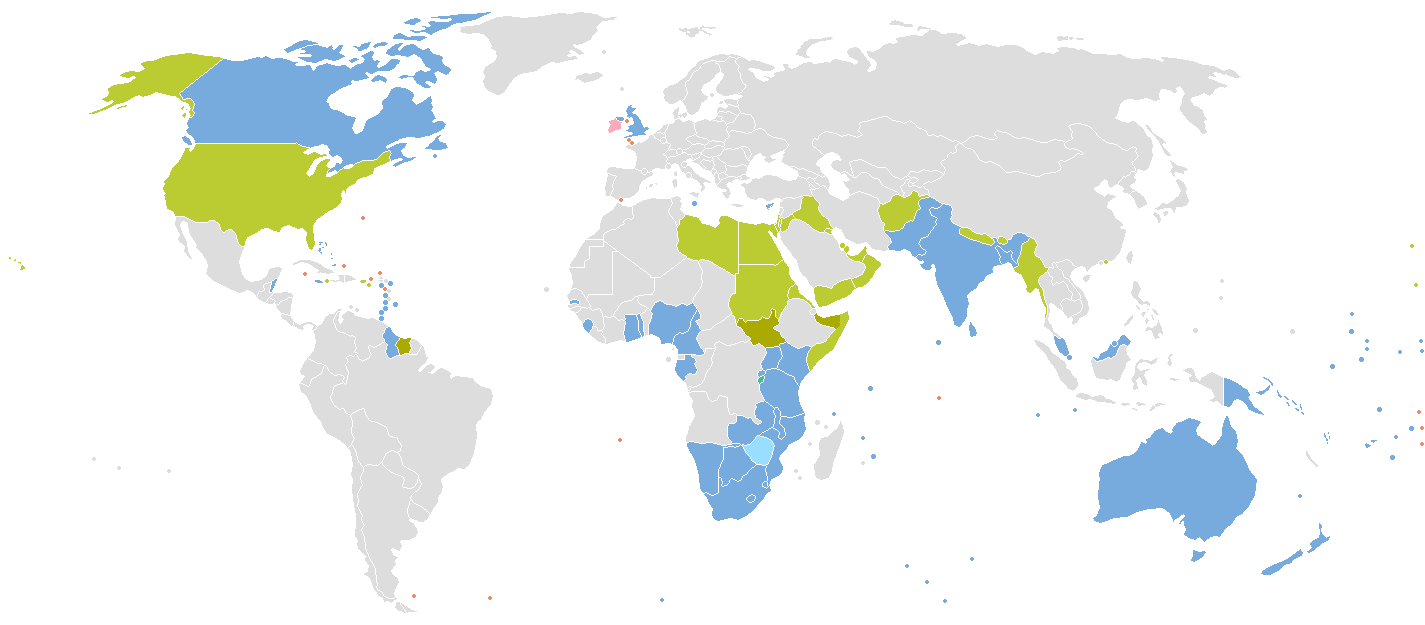
Das Commonwealth of Nations hat derzeit 56 Mitglieder. Aktuelle Commonwealth-Mitglieder (dunkelblau), Überseegebiete, assoziierte Staaten und Kronbesitzungen (orange), suspendierte Mitglieder (gelb), ehemalige Mitglieder (rosa), ehemalige Mitglieder, die sich für den Beitritt bewerben (hellblau), Bewerber ohne historische Verbindungen zum Vereinigten Königreich (Türkis), andere Staaten mit historischen Verbindungen zum Vereinigten Königreich (hellgrün) und Bewerber mit historischen Verbindungen zum Vereinigten Königreich (dunkelgrün)

- Antigua und Barbuda (1981)
- Australien (1931)
- Bahamas (1973)
- Belize (1981)
- Grenada (1974)
- Jamaika (1962)
- Kanada (1931)
- Neuseeland (1931)
- Papua-Neuguinea (1975)
- Salomonen (1978)
- St. Kitts und Nevis (1983)
- St. Lucia (1979)
- St. Vincent und die Grenadinen (1979)
- Tuvalu (1978)
- Vereinigtes Königreich (1931)

### Weitere Mitglieder
- Bangladesch (1972)
- Barbados (1966) – schaffte 2021 die Verbindung mit der britischen Krone und die Monarchie ab
- Botswana (1966)
- Brunei (1984)
- Dominica (1978)
- Eswatini (1968) – bis 2018 als Swasiland
- Fidschi (1970) – Austritt 1987, Wiedereintritt 1997, Suspendierung von 2000 bis 2001, erneute Suspendierung von September 2009 bis 2014
- Gabun (2022) – war nie – auch nicht partiell – Teil des britischen Kolonialreichs[9]
- Gambia (1965) – Austritt 2013, Wiedereintritt 2018[10]
- Ghana (1957)
- Guyana (1966)
- Indien (1947)
- Kamerun (1995) – nur das kleinere West-Kamerun war britisches Mandats-/Treuhandgebiet
- Kenia (1963)
- Kiribati (1979)
- Lesotho (1966)
- Malawi (1964)
- Malaysia (1957)
- Malediven (1982) – Austritt am 13. Oktober 2016, Wiedereintritt am 1. Februar 2020[11][12]
- Malta (1964)
- Mauritius (1968)
- Mosambik (1995) – war nie – auch nicht partiell – Teil des britischen Kolonialreichs
- Namibia (1990) – war bis 1919 deutsche Kolonie und stand anschließend unter südafrikanischer Verwaltung. Einzig der Landesteil Walvis Bay war Teil des britischen Kolonialreichs.
- Nauru (1999) – Bis 1886 britischer Besitz. 1886 bis 1919 deutsche Kolonie. Anschließend unter australischer Verwaltung.
- Nigeria (1960) – Suspendierung (nach der Hinrichtung Ken Saro-Wiwas und 8 weiterer Bürgerrechtler) von 1995 bis 1999
- Pakistan (1947) – Austritt 1972, Wiedereintritt 1989, Suspendierung von 1999 bis 2004, erneute Suspendierung vom 22. November 2007 bis zum 12. Mai 2008
- Ruanda (2009) – war nie – auch nicht partiell – Teil des britischen Kolonialreichs
- Sambia (1964)
- Samoa (1970)
- Seychellen (1976)
- Sierra Leone (1961)
- Singapur (1965)
- Sri Lanka (1948) – bis 1972 als Ceylon
- Südafrika (1931) – Austritt 1961, Wiedereintritt 1994
- Tansania (1961) – Landesteil Tanganjika war bis 1919 als Teil Deutsch-Ostafrikas deutsche Kolonie und wurde dann britisches Mandats-/Treuhandgebiet.
- Togo (2022) – war nie – auch nicht partiell – Teil des britischen Kolonialreichs[13]
- Tonga (1970)
- Trinidad und Tobago (1962)
- Uganda (1962)
- Vanuatu (1980)
- Zypern (1961)

### Mitgliedsanträge
- Angola  – hat 2018 einen Antrag auf Mitgliedschaft gestellt,[14] war als ehemalige portugiesische Kolonie nie – auch nicht partiell – Teil des britischen Kolonialreichs

### Ehemalige Mitglieder
- Neufundland – 1931, seit 1934 nicht mehr eigenständiges Dominion, seit 1949 Teil Kanadas
- Irland – 1931, verließ den Bund 1949
- Malaya – 1957, wurde 1963 Teil Malaysias
- Westindische Föderation, 3. Januar 1958, am 31. Mai 1962 aufgelöst
- Sultanat Sansibar – 1963, schloss sich 1964 mit Tanganjika zu Tansania zusammen
- Tanganjika – 1961, schloss sich 1964 mit Sansibar zu Tansania zusammen
- Simbabwe – 1980, trat am 7. Dezember 2003 aus, vorausgegangen war am 20. März 2002 die Suspendierung; 2018 stellte Simbabwe einen Antrag auf Wiederaufnahme[2]

## Vergleichbare Organisationen

### Bestehende
- Internationale Organisation der Frankophonie
- Gemeinschaft der Portugiesischsprachigen Länder
- Niederländische Sprachunion
- Organisation Ibero-Amerikanischer Staaten (Unterorganisation des Iberoamerika-Gipfels)

### Ehemalige
- Niederländisch-Indonesische Union
- Französische Union
- Französische Gemeinschaft